# Lurocalis rufiventris
Lurocalis rufiventris е вид птица от семейство Caprimulgidae.

## Разпространение
Видът е разпространен в Боливия, Венецуела, Еквадор, Колумбия и Перу.